# Christina Lugner

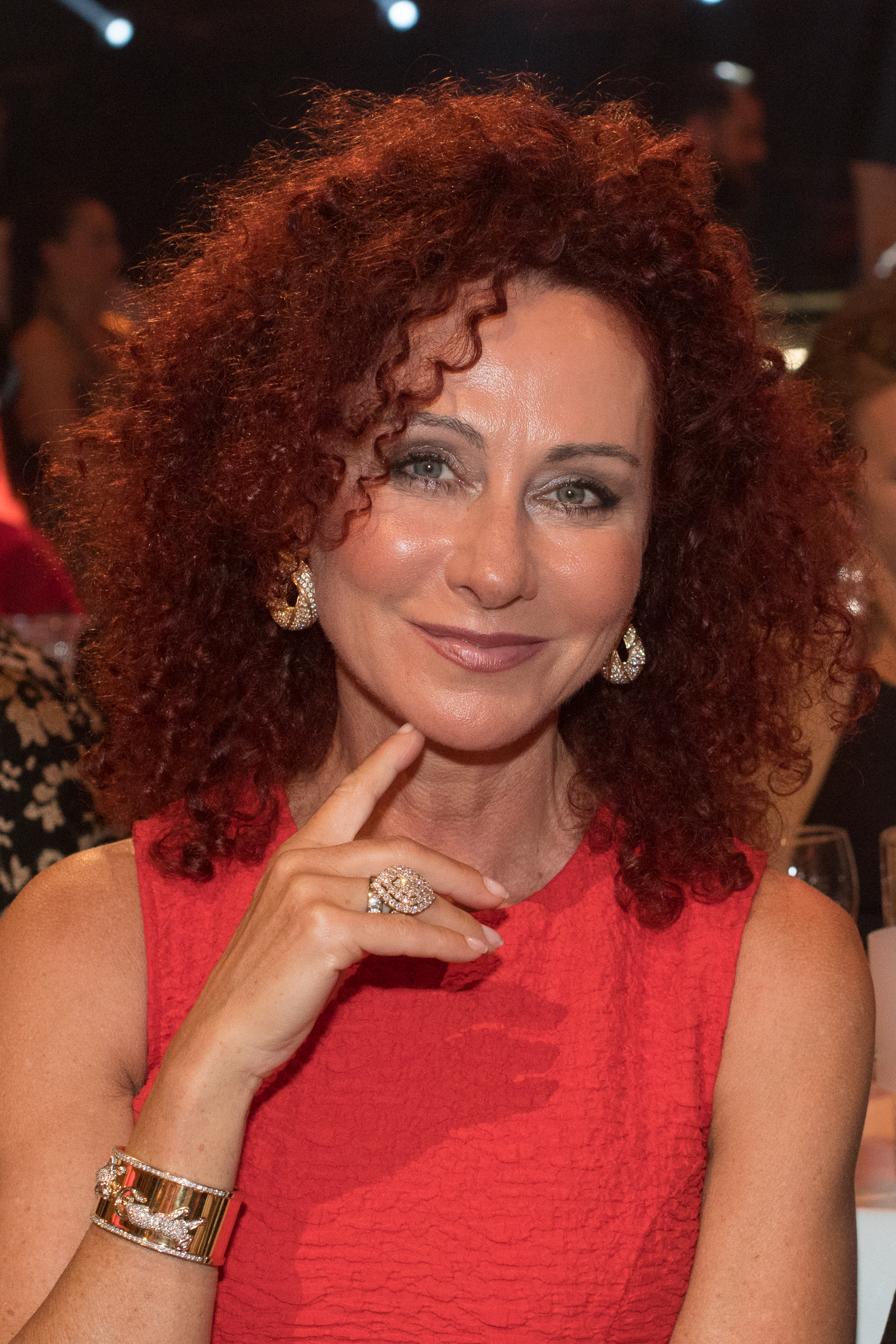
Christina Lugner (2017)

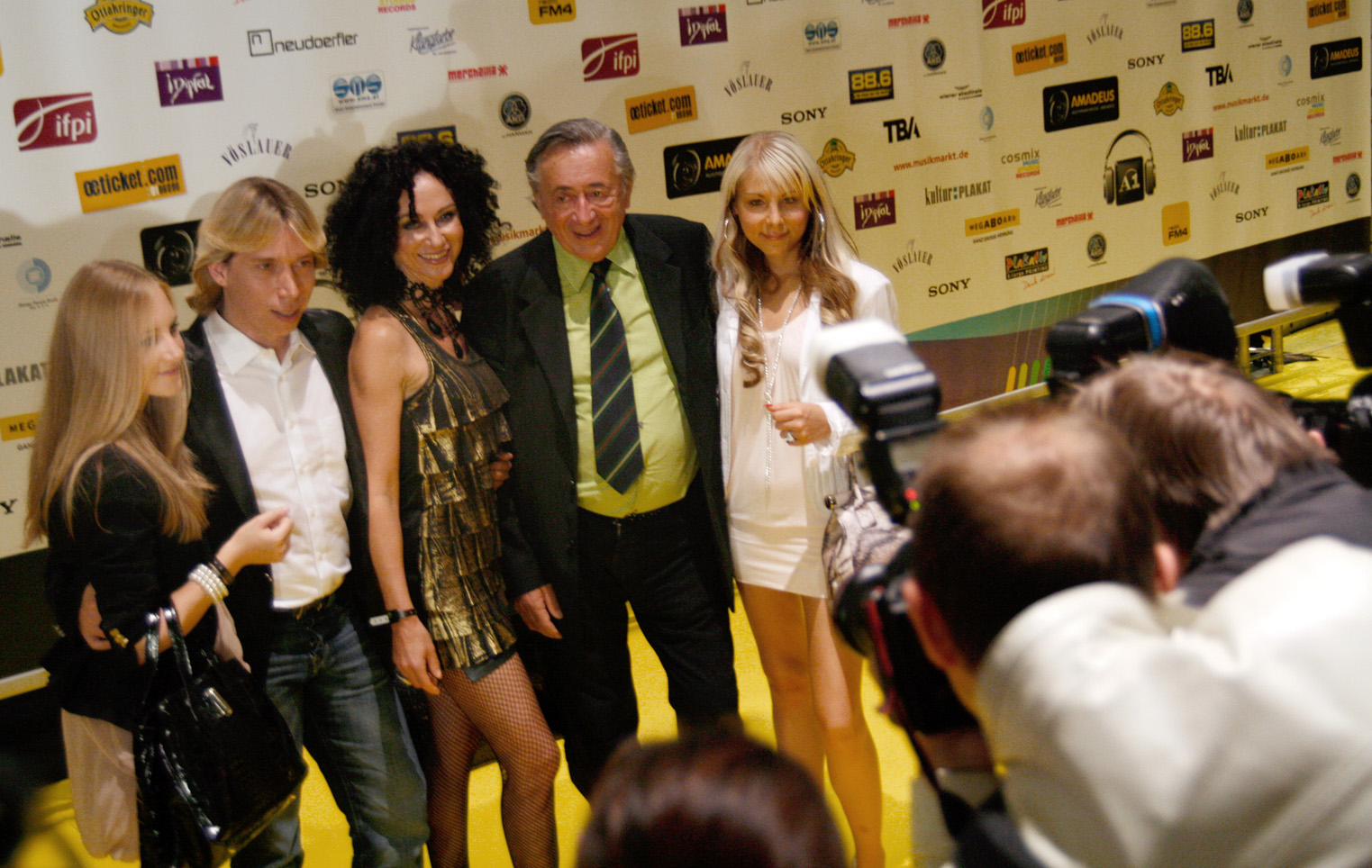
Christina Lugner (dritte von links; Wien 2010)

Christina Lugner (* 2. Juni 1965 in Wien als Christina Haidinger; Spitzname Mausi) ist eine österreichische Reality-TV-Teilnehmerin, Buchautorin und ehemalige Fernsehmoderatorin. Bekannt wurde sie vor allem durch ihre Ehe mit Richard Lugner.

## Leben
Christina Lugner wuchs im Wiener Bezirk  Liesing auf und absolvierte eine Ausbildung zur Großhandelskauffrau. 
Ab 1990 erlangte sie erste Bekanntheit durch ihre Beziehung mit dem Wiener Bauunternehmer Richard Lugner, den sie am 13. Juli 1991 heiratete. Der im Jahr 2000 neu eröffnete Gastronomiebereich Mausi Markt in der Lugner City wurde nach ihrem Spitznamen benannt und 2015 dann in Mörtel Markt umbenannt.
Das Ehepaar hat eine gemeinsame Tochter, die im Dezember 1993 geboren wurde. Am 2. August 2007 ließen sie sich scheiden. Im November 2007 veröffentlichte sie ihre Autobiografie, in Aufmachung eines etwa 70-seitigen Magazins, das im Zeitschriftenhandel erhältlich war.
Seit 2005 strahlt der österreichische Privatsender ATV die Reality-Soap Die Lugners nach dem Vorbild der US-Serie The Osbournes aus, in der Christina Lugner jedoch nach der Scheidung 2007 einige Zeit nicht mehr vorkam. In der Staffel ab 2010 war sie jedoch wieder zu sehen.
Ab März 2008 produzierte der österreichische Privatsender Puls 4 die regionale Talkshow Christina Lugners VIP Club, in der sie mit prominenten Gästen über aktuelle Society-Themen sprach. Nach der ersten Ausgabe der Sendung kam es zu einem Eklat, nachdem eine Frau, die in der Gesprächsrunde vorkam, einen Suizidversuch unternahm. Die Sendung wurde von Puls 4 abgesetzt.
Im Jänner 2009 nahm sie an der deutschen Fernsehsendung Ich bin ein Star – Holt mich hier raus! im australischen Dschungel teil. Dort im Dschungelcamp sei sie auf 44 Kilo abgemagert.
2013 nahm sie beim Promi-Frauentausch mit Katy Karrenbauer teil; 2015 nahm sie an der Show Ich bin ein Star – Lasst mich wieder rein! teil.
Von 2016 bis  2018 war sie mit dem Unternehmer Franz Geisselhofer verheiratet.
2024 unterstützte Lugner ihren Schwiegersohn Leo Lugner (FPÖ) im Rahmen seines Vorzugsstimmenwahlkampfes bei der Nationalratswahl in Österreich 2024.

## Veröffentlichungen
- Christina Lugner, Walter Pohl: Fit für die Society: Wie Frauen sich erfolgreich machen. Orac, Wien 2004, ISBN 3-7015-0473-3.
- Christina Lugner, Christoph Hrabala: Akte Lugner. 2007.